# المجلس البلدي المركزي (قطر)
المجلس البلدي المركزي في قطر هو مجلس استشاري ورقابي مستقل ذو شخصية معنوية، يتكون من تسعة وعشرين عضواً يمثلون 29 دائرة انتخابية تضم أكثر من (230) منطقة من مناطق دولة قطر، ويُنتخبون بالاقتراع السري المباشر كل أربع سنوات وفقاً لنظام يصدر به قانون. كانت البدايات الأولى للمجلس في بداية الخمسينات من القرن الماضي ثم أعيد تشكيله في العام 1963. وفي العام 1998 تم إحياء فكرة إنشاء مجلس منتخب من قبل الشعب مباشرة، وبناء عليه صدر القانون رقم 12 لسنة 1998 بشأن تنظيم المجلس البلدي المركزي وتحديد صلاحياته واختصاصاته وكيفية انتخابه.
وقد جرت خمس دورات انتخابية للمجلس منذ إنشائه في العام 1999 وهي:
الدورة الأولى ( 1999 إلى 2003 )
الدورة الثانية ( 2003 إلى 2007 )
الدورة الثالثة ( 2007 إلى 2011 )
الدورة الرابعة ( 2011 إلى 2015 )  
الدورة الخامسة ( 2015 إلى 2019)
الدورة السادسة ( 2019 إلى 2023 )

## تكوين المجلس
يتكون المجلس من:
رئيس المجلس وينتخب من بين الأعضاء الفائزين بالانتخابات، والرئيس الحالي للمجلس هو السيد/محمد بن حود آل شافي.
نائب الرئيس وينتخب أيضا بنفس طريقة انتخابا الرئيس، والنائب الحالي للمجلس هو السيد/محمد بن محمد العطان.
مكتب المجلس ويتكون من الرئيس ونائبه و 5 أعضاء منتخبون من بين أعضاء المجلس، ودور المكتب معاونة الرئيس في بعض مهامه
كما يتبع المجلس وفقاً للقانون رقم (1) لسنة 2011 أمانة عامة مكونة من عدد من الإدارات والأقسام ويرأسها أمين عام، يصدر بتعيينه قرار من الوزير المختص، بناء على اقتراح المجلس ويتولى تحت إشراف المجلس، تنفيذ ومتابعة ما يتخذه المجلس من توصيات وقرارات، وتصريف الشؤون الفنية والإدارية والمالية للمجلس، والأمين العام الحالي هو السيد/جابر محم اللخن

## صلاحيات واختصاصات المجلس
وفقاً للقانون رقم 12 لسنة 1998 بشأن تنظيم المجلس البلدي تشمل صلاحيات ومسؤوليات المجلس على:
أولاً: مراقبة تنفيذ القوانين والقرارات والأنظمة المتعلقة بصلاحيات واختصاصات وزارة البلدية والتخطيط العمراني والمجلس بما في ذلك القوانين والقرارات والأنظمة المتعلقة بشئون تنظيم المباني وتخطيط الأراضي والطرق والمحال التجارية والصناعية والعامة وغيرها من الأنظمة التي ينص فيها على تخويل المجلس سلطة مراقبة التنفيذ.
ثانياً: البحث في النواحي التخطيطية والبرامجية والاقتصادية والاجتماعية والمالية والإدارية للشئون البلدية والزراعية ، وبخاصة ما يلي :-
1. دراسة الرغبات أو المقترحات التي يتقدم بها أعضاء المجلس بشأن أية مسألة تدخل في مجالات الشؤون البلدية والزراعية.
2. النظر وإبداء الرأي في المسائل والموضوعات المتعلقة بالشؤون البلدية والتي تحال إلى المجلس من الوزارة أو الجهات الحكومية الأخرى
3. تقديم التوصيات بشأن إصدار القوانين أو اتخاذ أي إجراءات أو تدابير يراها المجلس ضرورية أو نافعة للمصلحة العامة
4. طلب أي بيانات أو دراسات أو تقارير تتعلق بادارات الوزارة والبلديات واقتراحاتها، وذلك لبحثها وإبداء الرأي فيها
5. بحث العرائض والشكاوى المتعلقة بالشؤون البلدية والزراعية، وللمجلس أن يطلب من الجهات المسئولة بالوزارة وغيرها من الجهات الحكومية المختصة البيانات الضرورية اللازمة لبحثها
6. مراقبة تنفيذ القوانين والأنظمة الخاصة بالأغذية المعدة للإستهلاك الآدمي.
7. إقتراح إنشاء الحدائق العامة ومتابعة صيانتها
8. مراقبة تنفيذ القوانين والأنظمة الخاصة بتنظيف الشوارع والطرق وجمع النفايات والأوساخ والتخلص منها
9. الإشراف على النقل العام للركاب
10. مراقبة تنفيذ قوانين الرخص التجارية والفنادق وأماكن الترفيه والمتنزهات والمهن البسيطة والباعة المتجولين
11. مراقبة تنفيذ قوانين رخص الإعلانات ومنع الإزعاج العام
12. مراقبة الأنظمة الخاصة بادارة المدافن وتحديد أماكنها
13. إقتراح الأسماء التي تطلق على المدن والقرى والأحياء والشوارع والميادين والأسواق والحدائق العامة والمتنزهات
14. إقتراح فرض الضرائب والرسوم والعوائد المحلية
15. مراقبة فعالية أعمال مكافحة التسول وإدارة دور العجزة ومساعدة الفقراء
16. مراقبة كفاءة أعمال إغاثة منكوبي الحرائق والكوارث الطبيعية
17. إقتراح الخطوات الكفيلة بمكافحة الحرائق والوقاية منها
18. تقديم مقترحات ميزانية المجلس السنوية
19. مراقبة الأنظمة الخاصة بالأسواق والمحال التجارية وتنظيمها
20. إقتراح السبل الكفيلة بتحسين عمليات تحصيل الإيرادات الخاصة بالوزارة
21. تنظيم القواعد والشروط اللازمة لإيواء الحيوانات في المساكن المأهولة بالسكان ومراقبة تنفيذ القانون الخاص بالحيوانات المهملة
22. توعية المواطنين والرد على الشكاوى المتعلقة بالشئون البلدية والزراعية
23. مراقبة تنفيذ الأنظمة والإجراءات الأخرى المتعلقة بالشئون البلدية والزراعية
24. الموافقة على المشتريات اللازمة لأعمال المجلس
25. إعداد اللائحة الداخلية للمجلس
26. إعداد مشروع موازنة المجلس للسنة المالية الجديدة وكذلك مشروع الحساب الختامي للسنة المالية المنتهية
27. أي صلاحيات أو اختصاصات أو مسئوليات أخرى يقررها القانون للمجلس
28. عقد الاتفاقيات مع الجهات العربية والإقليمية والدولية المماثلة ، بالتنسيق مع الوزارة ، ووفقاً للأحكام القانونية المتعلقة باجراءات إعداد التشريعات ويعبــــر المجلـــس عن آرائـــــه فــــــي شكل توصيــــات وقــــرارات

ثالثاً: يجوز للمجلـس فـي سبيـل مباشرتـه لاختصاصاته، إصدار أوامر محلية في الأمور التي لا تتناولها بالتنظيم تشريعات قائمة، ولا تسري هذه الأوامر إلا بعد اعتمادها من الوزير، ويجوز للوزارة تنفيذها بالطريق المباشر. ومع عدم الإخلال بأية عقوبة أشد تنص عليها القوانين السارية، يعاقب على مخالفة الأوامر المحلية، بالحبس مدة لا تتجاوز أسبوعاً والغرامة التي لا تزيد على خمسمائة ريال أو باحدى هاتين العقوبتين، فاذا كانت المخالفة مستمرة، تكون الغرامة بواقع خمسمائة ريال عن كل يوم تستمر فيه المخالفة وبحد أقصى عشرة آلاف ريال
كما يجوز للمجلس إصدار أوامر محلية بفرض رسوم معينة على بعض الخدمات ، ولا تسري تلك الأوامر إلا بعد موافقة الوزير والاعتماد من مجلس الوزراء
رابعًا: يرفع المجلس قراراته في شكل توصيات ومقترحات إلى وزير البلدية والتخطيط العمراني.